# منتو حتب (أمين الخزانة)

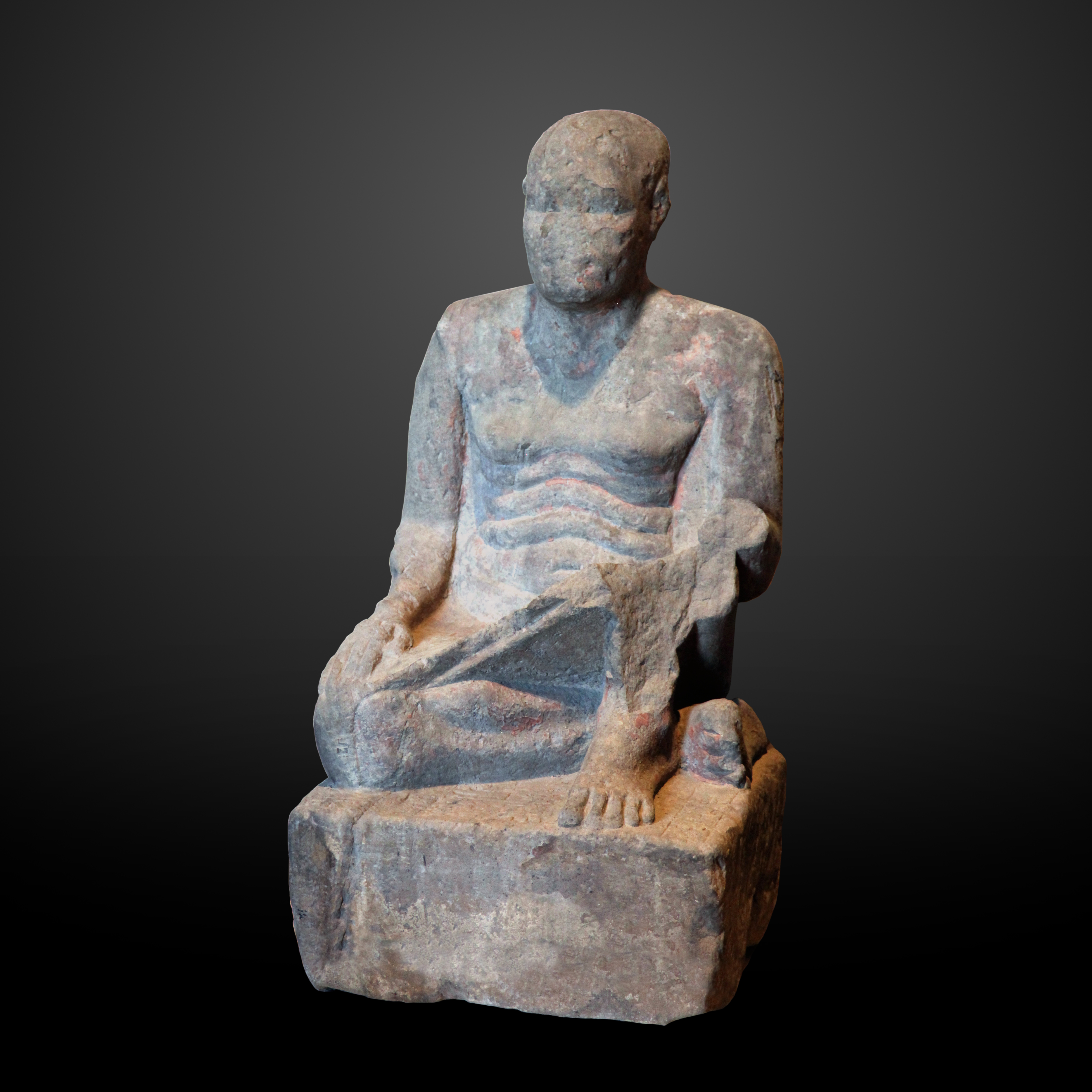
تمثال منتوحتب (متحف اللوفر)

منتوحتب كان مسؤول مصري قديم وأمين الخزانة في عهد الفرعون سنوسرت الأول . وهو واحد من أفضل المسؤولين المشهود لهم في عصر الدولة الوسطى. هناك سلسلة من التماثيل الموجودة في الكرنك ، تظهره كناسخ. ومنها حصل على لقب المشرف على جميع الأعمال الملكية ، مما يشير إلى أنه شارك في الإشراف على بناء المعبد في الكرنك. في اللشت كان لديه قبر كبير بجوار هرم سنوسرت الأول. لا تزال غرفة الدفن الخاصة به تحتوي على تابوتين، أحدهما محطم والآخر محفوظ جيدًا ، مصنوع من الجرانيت ومع تصميمات داخلية زاهية.
في العام 22 من حكم سنوسرت الأول ، كان سوبك حوتب هو أمين الخزانة. وبناء عليه يجب أن يكون منتو حتب خليفته. من غير المعروف ما إذا كان لا يزال في منصبه تحت قيادة أمنمحات الثاني .

## المؤلفات
- ديتر أرنولد: عمارة مقبرة المملكة الوسطى في ليشت. نيويورك 2008 ، ص 38-50 ، تافلين 62-92 ، (ردمك 978-1-58839-194-0)
- ويليام كيلي سيمبسون: الحكام والإداريون - الأسرة 12 ، قاعدة بيت إيت-توغي مع بعض الذكريات الشخصية ، في: DP Silverman ، WK Simpson ، J. Wegner (Hrsg. ): الآثار والابتكار: دراسات في ثقافة المملكة الوسطى مصر ، نيو هافن ، فيلادلفيا 2009 ص 297-300 (ردمك 978-0-9802065-1-7)